# Kiev (075)
O Kiev foi o primeiro porta-aviões da Classe Kiev. Serviu a Marinha Russa entre 1972 e 1993.
Os navios desta classe são híbridos entre cruzador lança-mísseis e porta-aviões, possuem mísseis anti-superfície compensando a pequena quantidade de aeronaves que carregam. Além disso, não possuiam catapultas, operando apenas helicópteros e aviões V/STOL, que carregam menor quantidade de armas. O grupamento aéreo era formado por aeronaves V/STOL Yak-141 e helicópteros Ka-27.
Em 1993 o navio foi vendido para um museu náutico na China.